# غنی اعظموف
غنی اعظموف (۱۹۰۹–۲۰۰۱) بازیگر اهل کشور اتحاد جماهیر شوروی و ازبکستان بود. از فیلم‌هایی که وی در آن بازی کرده‌است می‌توان به فیلم ابوریحان بیرونی اشاره نمود.